# ワレリアン・フロロフ
ワレリアン・アレクサンドロヴィッチ・フロロフ（ロシア語: Валериан Александрович Фролов、1895年5月26日（6月7日） - 1961年1月6日）は、ソビエト連邦の軍人。大将。

## 経歴
ペテルブルク出身。1915年からロシア帝国軍に入隊し、第一次世界大戦時、先任下士官として小隊を指揮した。
1918年から赤軍。1919年から共産党員。ロシア内戦時、プスコフ、ペトログラード郊外で白軍、ポーランド軍と戦い、小隊、中隊、大隊を指揮した。1920年～1928年、中隊長、連隊学校長、大隊長を歴任。1924年、「ヴィストレル」課程を修了。1929年、V.I.レーニン名称軍事政治アカデミー附属指揮官・統一指揮党・政治訓練課程を修了。1932年、M.V.フルンゼ名称軍事アカデミーを卒業。1932年から、狙撃連隊長、レニングラード防空局長補佐、第54軍狙撃師団参謀長、第16狙撃師団長、第1狙撃軍団長を歴任。1939年、第14軍司令官となり、ソ・フィン戦争に参加し、同職で独ソ戦を迎えた。
1941年8月、カレリア戦線副司令官、1941年9月～1944年2月、同戦線司令官。フロロフ指揮下の戦線部隊は、極圏における敵の攻勢を破砕し、防勢転移せしめた。1944年2月～11月、カレリア戦線副司令官。
1944年～1948年と1951年～1956年、白海軍管区司令官。1949年、参謀本部軍事アカデミー附属高等学術課程を修了。1949年～1951年、アルハンゲリスク軍管区司令官。1956年、予備役編入。第2期、第4期ソ連最高会議代議員。

## 表彰・受勲
レーニン勲章3個、赤旗勲章4個、一等クトゥーゾフ勲章、一等ボグダン・フメリニツキー勲章、赤星勲章を受章。